# Список умерших в 724 году

## Январь
- 27 января — Язид II ибн Абдул-Малик — омейядский халиф (720—724).

## Октябрь
- Фогартах мак Нейлл — король Лагора (Южной Бреги) и король всей Бреги (718—724), верховный король Ирландии (722—724) из рода Сил Аэдо Слане.

## Дата смерти неизвестна или требует уточнения
- Ариберт I — король (великий князь) Союза ободритов (700—724).
- Бабу-ябгу — 3-й ябгу Тохаристана (661—724).
- Ротруда Трирская — первая супруга Карла Мартелла, мать Пипина Короткого, бабушка Карла Великого.
- Тавус ибн Кайсан — виднейший исламский богослов Йемена, факих и хадисовед времен табиинов.
- Тоньюкук — политический и военный деятель Второго тюркского каганата.
- Туксбада I — худат (правитель) в Бухарском государстве (674/681—724).
- Фароальд II, герцог Сполето (703—724).